# Pilot ACE

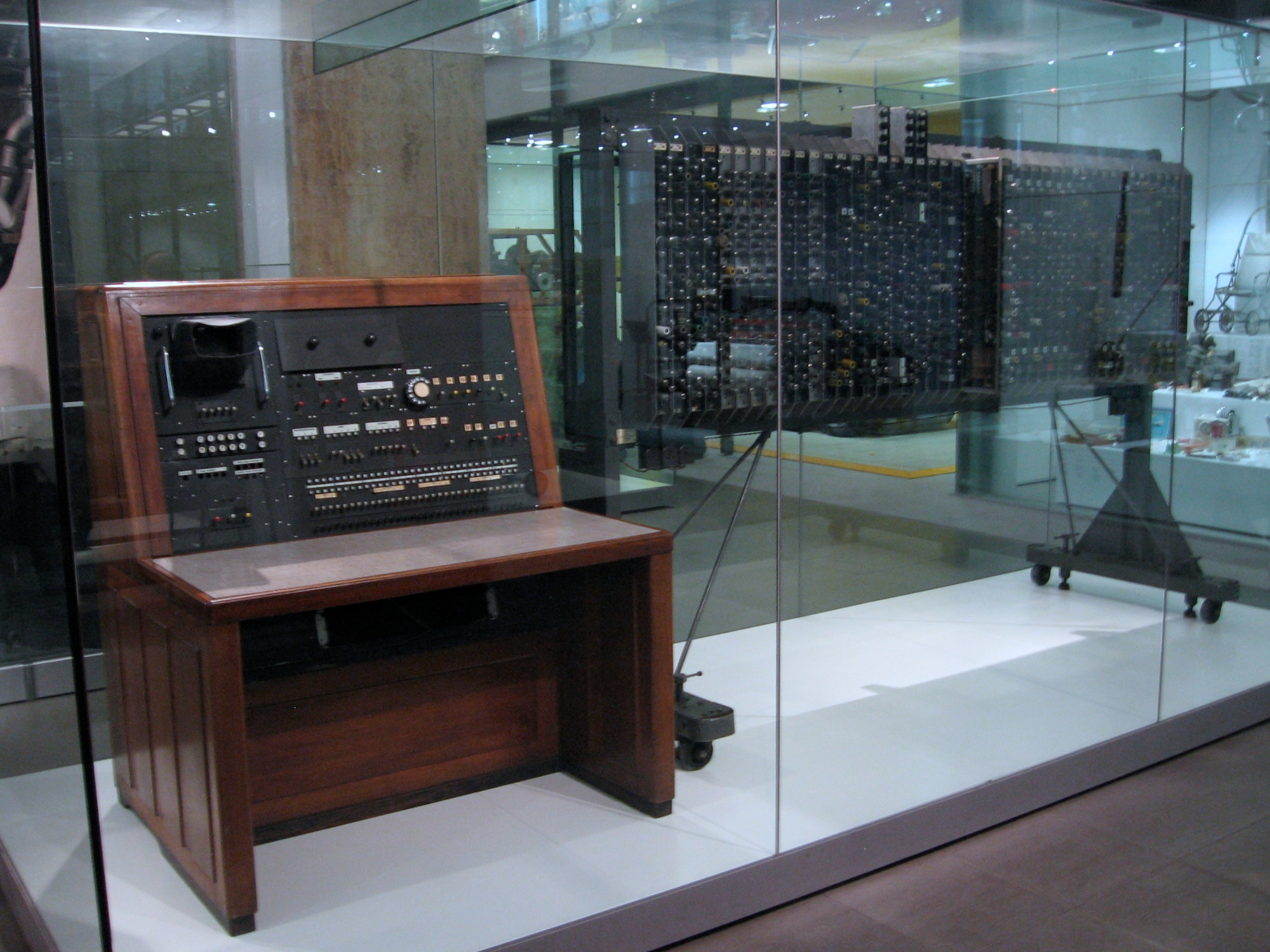
Pilot ACE у лондонському Музеї науки

Pilot ACE (бекронім «пілот-ас» (гра слів); від аббр. англ. Pilot Automatic Computing Engine, у перекладі дослідна автоматична обчислювальна машина) — один з перших створених у Великій Британії комп'ютерів. Розроблявся з 1945 до 1950. Виготовлений відділом радіотехніки разом з відділом математики Національної фізичної лабораторії (НФЛ) для «національних та закордонних потреб». На початках використовувався за своїм прямим призначенням, переважно, для автоматизації обчислень для військових потреб: фотограмметричних розрахунків топогеодезичних параметрів при створенні й коригуванні топографічних та спеціальних карт, артилерійських обчислень й уточнення координат потенційних цілей, розрахунку вібраційних характеристик крил та оперення у літальних апаратах, що проєктуються, і транспортно-логістичних розрахунків. Потім спектр застосування розширився додаванням операцій розрахунків кількісних даних наукового, промислового та адміністративного характеру.

## Історія

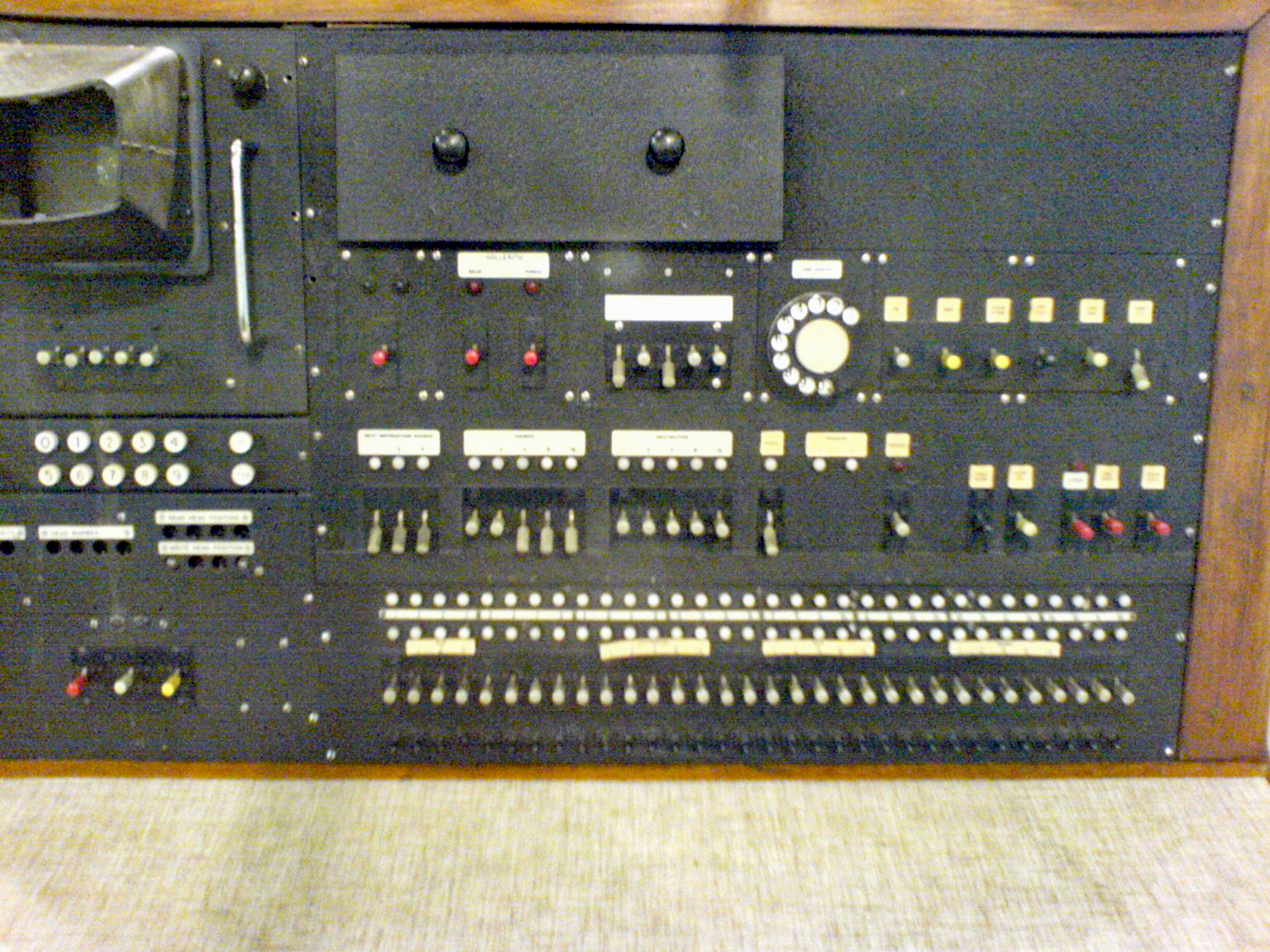
Комп'ютерна консоль у дерев'яному корпусі

Британська авіаційна фоторозвідувальна служба й сама практика використання аерофотознімання місцевості для виготовлення військових топографічних карт були на стадії становлення й вимагали залучення багатьох математиків та докладання значної праці і часу для розрахунку вихідних даних. Військовим потрібні були програмно-апаратні засоби для автоматизації цих та багатьох інших розрахунків, що і стало однією з головних причин для ініціювання ними післявоєнної національної програми створення високопродуктивних електронно-обчислювальних засобів.

### Проєктування
Pilot ACE був дослідним («пілотний», — звідси і назва) варіантом комп'ютера ACE, спроєктованого Аланом Тюрінгом. Після того, як Тюрінг покинув Національну фізичну лабораторію (частково через розчарування з приводу відсутності прогресу в будівництві ACE) проєкт очолив Джеймс Вілкінсон, а Гаррі Гаскі допомагав у проєктуванні.
Контракт на виробництво деталей для комп'ютера був укладений з інженерно-технічним підрозділом Королівської поштової служби. Машина була побудована останньою з трьох, що брали участь у післявоєнному проєкті розробки високопродуктивних електронно-обчислювальних засобів (конкурентами НФЛ були Манчестерський університет з проєктом Manchester Mark 1 і Кембридзький університет з проєктом EDSAC), не в останню чергу через труднощі організаційного характеру, постійну «плинність» інженерно-технічних кадрів і зволікань з постачанням необхідних деталей, оскільки Королівська поштова служба, інженери якої у роки Другої світової війни працювали над створенням першого британського військового комп'ютера Colossus, у перші повоєнні роки була зайнята відновленням зруйнованих за роки війни дротових телефонно-телеграфних комунікацій.
На останній стадії проєктних робіт, до розробки Pilot ACE підключилась група інженерів компанії «English Electric» під керівництвом Рональда Клайдена, які використали отримані напрацювання у подальшому, при створенні лінійки комп'ютерів DEUCE.
Королівський авіаційний інститут, що виступав одним з основних замовників розрахунків (аеродинамічних параметрів проєктованих літальних апаратів), висловив зацікавленість у придбанні аналогічної обчислювальної машини для автоматизації роботи персоналу. На нараді виконавчого комітету НФЛ головою ради директорів компанії «English Electric» бароном Джорджем Нельсоном було ухвалене рішення про початок виробництва серійної моделі на базі Pilot ACE для задоволення потреб державних структур у вищевказаних засобах автоматизації праці.

### Введення в експлуатацію

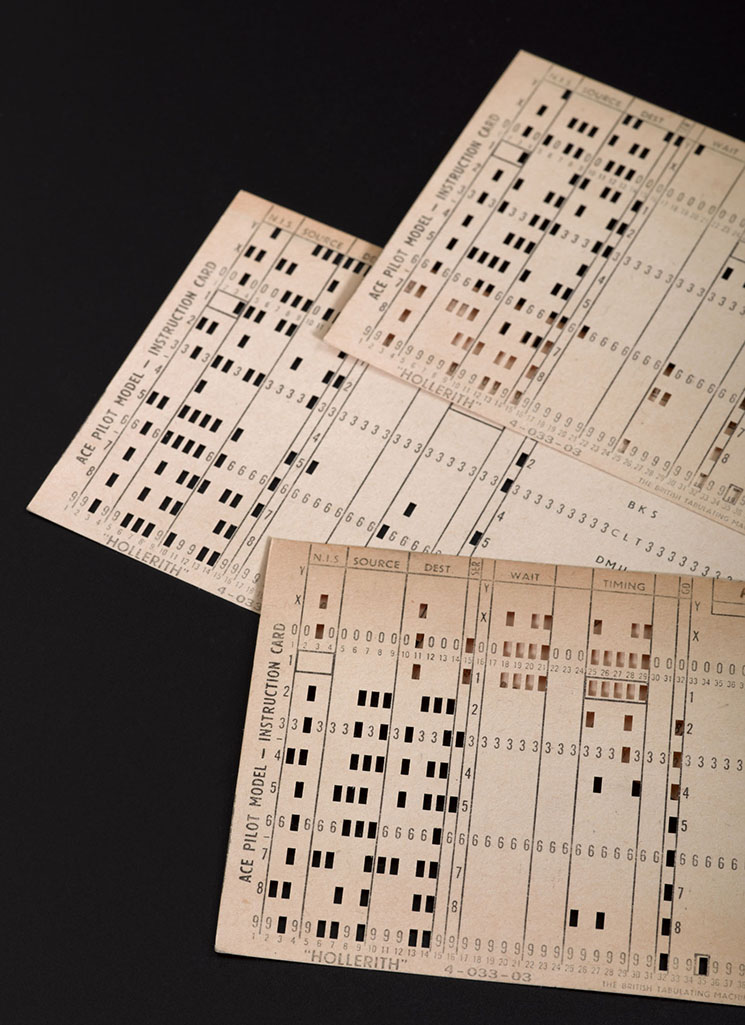
Перфокарти для введення даних

Pilot ACE виконав свою першу програму 10 травня 1950 року, що було висвітлено у пресі в грудні того ж року.
Pilot ACE спочатку задумувався як прототип, який дозволив чітко зрозуміти що комп'ютер має потенційно дуже корисні можливості, особливо з огляду на малу кількість обчислювальних пристроїв на той час. Після кількох модернізацій для можливості експлуатації в оперативному режимі, він був запущений у роботу в кінці 1951 року, і посилено експлуатувався протягом кількох наступних років для обробки замовлень, що надходили від математичного відділу, лише за 1954 рік комп'ютер приніс лабораторії дохід в сумі £24 тис. (для порівняння: заробітна платня Тюрінга за рік становила £800) і постійну зайнятість для 80 лаборантів. Всього за час експлуатації Pilot ACE виручка лабораторії від виконаних замовлень становила близько £100 тис. Pilot ACE припинив роботу у травні 1955 року (після заміни на DEUCE) і був переданий до лондонського музею науки, де і знаходиться досі.

## Операційно-технічні характеристики
Pilot ACE містив майже 800 електровакуумних ламп й використовував як оперативну пам'ять ртутні лінії затримки. Спочатку обсяг пам'яті був 128 машинних слів по 32 біти кожне, але згодом її розширили до 352 слів. 1954 було додано магнітний барабан місткістю 4096 слів. Комп'ютер працював на проєктній тактовій частоті 1 МГц та був найшвидкодійнішим британським комп'ютером того часу. Тривалість виконання однієї інструкції значно залежала від місця її розташування у пам'яті, спричинена особливістю роботи пам'яті на основі ліній затримки. Операція додавання тривала від 64 до 1024 мікросекунд.

## Подальше використання
Комп'ютер отримав подальший розвиток в умовно комерційному варіанті під назвою DEUCE Mk I, сконструйованому компанією «English Electric», що виробляла його серійно. Собівартість серійної моделі становила £5 тис.. Аналогічну архітектуру мав комп'ютер PB-250 компанії «Packard Bell», оскільки його розробник, Гаррі Гаскі, брав участь у роботі над Pilot ACE у 1947 році. Крім того, Гаскі розробив інший комп'ютер на базі Pilot ACE — G-15, що випускався серійно компанією «Bendix Corporation» та став одним з перших персональних комп'ютерів.